# Добеслав Бишовський
Добеслав Бишовський (*Dobiesław Byszowski, бл. 1430 — 1489) — державний діяч та урядник королівства Польського.

## Життєпис
Походив з польського шляхетського роду Бишовських гербу Нечуя. Його батьки походили з Сандомірського воєводства. Народився близько 1430 року в родинному замку Бишов. Про його діяльність відомо замало. 1462 року отримує староство белзьке (володів ним до 1466 року). 1465 року призначається на посаду каштеляна Белза. У 1478 році стає белзьким воєводою. Помер на посаді у 1489 році.